# Impuesto sobre Operaciones Societarias (España)
El Impuesto sobre Operaciones Societarias (España) es uno de los tres hechos imponibles que se gravan a través del Impuesto sobre Transmisiones Patrimoniales y Actos Jurídicos Documentados, un tributo español. 
Grava la constitución, aumento y disminución de capital si así fuese, fusión, escisión y disolución de sociedades, las aportaciones que efectúen los socios para reponer pérdidas sociales y el traslado a España de la sede de dirección efectiva o del domicilio social de una sociedad.